# Manfred Mannebach
Manfred Mannebach (* 14. Juli 1954 in Langenfeld; † 2. März 1999 in Hamburg) war ein deutscher Fußballspieler und -trainer. Von 1976 bis 1981 absolvierte der Mittelfeldspieler für die Vereine FC St. Pauli, Rot-Weiss Essen und Rot-Weiß Oberhausen in der 2. Fußball-Bundesliga insgesamt 146 Spiele und erzielte dabei 25 Tore.

## Karriere
Manfred Mannebach spielte erst spät, nach seinem Wechsel mit 13 Jahren zum TuS Mayen, in einem Verein. Dort wurde der gelernte Industriekaufmann in der Saison 1975/76 in der Amateurliga Rheinland von St. Paulis Trainer Diethelm Ferner entdeckt und ans Millerntor geholt. Das „Laufwunder“ im defensiven Mittelfeld debütierte am ersten Spieltag der Saison 1976/77, am 14. August 1976, bei der 0:1-Auswärtsniederlage beim Wuppertaler SV in der 2. Bundesliga. Nach fünf Spieltagen hatte St. Pauli vier Unentschieden und eine Niederlage vorzuweisen, erst am sechsten Spieltag gelang mit dem 3:1-Heimerfolg gegen Alemannia Aachen der erste doppelte Punktgewinn. Nach der Vorrunde hatte sich die Elf von Trainer Ferner nach 19 Punktspielen mit 26:12 Zählern auf den 2. Platz vorgearbeitet und Mannebach zählte neben den Mitspielern Jürgen Rynio (Torhüter), Niels Tune Hansen, Rolf Höfert, Dietmar Demuth, Walter Frosch, Walter Oswald, Franz Gerber und Søren Skov zur Stammbesetzung. Am Rundenende feierte Mannebach in der Saison 1976/77 mit dem FC St. Pauli die Meisterschaft: Mit vier Punkten Vorsprung vor dem Vize Arminia Bielefeld – mit Spielern wie Uli Stein, Roland Peitsch, Norbert Eilenfeldt, Ewald Lienen, Hans-Werner Moors – und sieben Punkten vor dem Drittplatzierten Wuppertaler SV – mit Spielern wie Günter Pröpper, Reinhold Fanz, Bernhard Hermes, Rainer Budde. Mannebach hatte durch seine laufintensive Defensivleistung im Mittelfeld einen wesentlichen Beitrag an den 16 Remisspielen des Bundesligaaufsteigers.
Als St. Pauli am 6. August 1977 die Bundesligasaison 1977/78 mit einem 3:1-Heimerfolg gegen Werder Bremen erfolgreich eröffnete, stand der Mann aus der Eifel im Team der Millerntor-Elf. Nach dem zweiten Spieltag, den 13. August, bei der 2:4-Auswärtsniederlage beim FC Bayern München, setzten ihn aber erstmals Adduktorenprobleme außer Gefecht. Sein dritter und letzter Bundesligaeinsatz fand am 3. September 1977 beim 2:0-Erfolg gegen den Hamburger SV mit deren Stars Manfred Kaltz, Peter Nogly, Ivan Buljan, Kevin Keegan, Felix Magath, Arno Steffenhagen und Georg Volkert statt. Nach dem Abstieg folgte Mannebach seinem Trainer Ferner und wechselte zu Rot-Weiss Essen in die 2. Bundesliga. In zwei Runden als Stammspieler kam er an der Hafenstraße auf 74 Zweitligaeinsätze und erzielte dabei zwölf Tore. In der Saison 1979/80 gewann RWE unter dem neuen Trainer Rolf Schafstall die Vizemeisterschaft. In den zwei Relegationsspielen gegen den Südvize Karlsruher SC setzte sich aber das Team aus Baden durch und stieg in die Bundesliga auf. Mannebach hatte in beiden Spielen – in Karlsruhe vor 43.000 Zuschauern im Wildparkstadion gab es eine 1:5-Niederlage – an der Seite von Frank Mill und Willi Lippens mitgewirkt. Es folgte 1980/81 ein Jahr beim Ligarivalen Rot-Weiß Oberhausen. Auch bei der Elf vom Niederrheinstadion gehörte der Mittelfeldarbeiter mit 39 Einsätzen mit neun Toren zur Stammformation der Elf von Trainer Manfred Rummel. Sein letztes Spiel in der 2. Bundesliga absolvierte Mannebach am 30. Mai 1981 beim Nachholspiel gegen Göttingen 05.
Berufs- und privatbedingt kehrte er 1981 nach Hamburg zurück. Er ging zum SV Lurup (ab Dezember 1981 spielberechtigt), mit dem er 1984 an der Aufstiegsrunde zur 2. Bundesliga teilnahm. Im Sommer 1984 schloss er sich dem Oberliga-Neuling Hummelsbütteler SV an. Mit dem HuSV unter Trainer Eugen Igel gelang ebenfalls der Sprung in die Zweitliga-Aufstiegsrunde. Ab 1986 spielte Mannebach für den TuS Hoisdorf, bei dem er in der Saison 1988/89 als Spielertrainer tätig war und Ende September 1988 im DFB-Pokal gegen den FC Bayern München (0:4) antrat. Im Dezember 1989 trennten sich Mannebach und der TuS Hoisdorf, nachdem es zuvor seit längerer Zeit zu Meinungsverschiedenheit mit Abteilungsleiter und Mäzen Günther Bruss gekommen war. Mannebach wechselte zum Oberligisten SC Concordia Hamburg, für den er ab Mitte Februar 1989 spielberechtigt war. Im Ende Juli 1990 wurde er bei Concordia Spielertrainer, um Trainer Bernd Haury zu ersetzen, der einen Herzinfarkt erlitten hatte. Anfang November 1990 übernahm Haury wieder das Amt. Mannebach wurde Haurys Nachfolger im Traineramt, als dieser Anfang Februar 1991 zurücktrat.
Später war er Spieler beim FC Teutonia 05 Ottensen. Mannebach wurde vom Hamburger Abendblatt als „ein Besessener, ein Fußball-Verrückter, der alle antrieb und jeden mitriß“ beschrieben. Trainerstationen hatte er beim Meiendorfer SV (Spielertrainer) und SC Vorwärts-Wacker 04, wo er am 2. März 1999 bei einem abendlichen Trainingsspiel den Sekunden-Herztod starb.